# Општина Текила (Веракруз)
Текила (шп. Tequila) општина је у Мексику у савезној држави Веракруз. Општина се налази на надморској висини од 1698 м.

## Становништво
Према подацима из 2010. у општини је живело 14648 становника.

### Хронологија
| Година       | 2000                | 2005                | 2010                |
| ------------ | ------------------- | ------------------- | ------------------- |
| Становништво | 11958 (5972 / 5986) | 12206 (6034 / 6172) | 14648 (7202 / 7446) |

### Попис
| \| \| м \| \| \| ж \| \| 0—2 \| 579 \| \| \| 540 \| \| 3—5 \| 587 \| \| \| 603 \| \| 6—11 \| 1.179 \| \| \| 1.217 \| \| 12—14 \| 550 \| \| \| 510 \| \| 15—17 \| 473 \| \| \| 484 \| \| 18—24 \| 944 \| \| \| 978 \| \| 60+ \| 482 \| \| \| 553 \| \| Просек : \| 24,7 \| \| \| 25,4 \| |       |  |  |       |
| |       |  |  |       |
| | м     |  |  | ж     |
| 0—2 | 579   |  |  | 540   |
| 3—5 | 587   |  |  | 603   |
| 6—11 | 1.179 |  |  | 1.217 |
| 12—14 | 550   |  |  | 510   |
| 15—17 | 473   |  |  | 484   |
| 18—24 | 944   |  |  | 978   |
| 60+ | 482   |  |  | 553   |
| Просек : | 24,7  |  |  | 25,4  |

| #   | Индикатор                                                                                        | Вредност |
| --- | ------------------------------------------------------------------------------------------------ | -------- |
| 1   | Становништво од 0 до 2 године                                                                    | 1119     |
| 2   | Мушко становништво од 0 до 2 године                                                              | 579      |
| 3   | Женско становништво од 0 до 2 године                                                             | 540      |
| 4   | Становништво са 3 и више година                                                                  | 13519    |
| 5   | Мушко становништво са 3 и више година                                                            | 6620     |
| 6   | Женско становништво са 3 и више година                                                           | 6899     |
| 7   | Становништво са 5 и више година                                                                  | 12737    |
| 8   | Мушко становништво са 5 и више година                                                            | 6231     |
| 9   | Женско становништво са 5 и више година                                                           | 6506     |
| 10  | Становништво са 12 и више година                                                                 | 9933     |
| 11  | Мушко становништво са 12 и више година                                                           | 4854     |
| 12  | Женско становништво са 12 и више година                                                          | 5079     |
| 13  | Становништво са 15 и више година                                                                 | 8873     |
| 14  | Мушко становништво са 15 и више година                                                           | 4304     |
| 15  | Женско становништво са 15 и више година                                                          | 4569     |
| 16  | Становништво са 18 и више година                                                                 | 7916     |
| 17  | Мушко становништво са 18 и више година                                                           | 3831     |
| 18  | Женско становништво са 18 и више година                                                          | 4085     |
| 19  | Становништво од 3 до 5 година                                                                    | 1190     |
| 20  | Мушко становништво од 3 до 5 година                                                              | 587      |
| 21  | Женско становништво од 3 до 5 година                                                             | 603      |
| 22  | Становништво од 6 до 11 година                                                                   | 2396     |
| 23  | Мушко становништво од 6 до 11 година                                                             | 1179     |
| 24  | Женско становништво од 6 до 11 година                                                            | 1217     |
| 25  | Становништво од 8 до 14 година                                                                   | 2635     |
| 26  | Мушко становништво од 8 до 14 година                                                             | 1331     |
| 27  | Женско становништво од 8 до 14 година                                                            | 1304     |
| 28  | Становништво од 12 до 14 година                                                                  | 1060     |
| 29  | Мушко становништво од 12 до 14 година                                                            | 550      |
| 30  | Женско становништво од 12 до 14 година                                                           | 510      |
| 31  | Становништво од 15 до 17 година                                                                  | 957      |
| 32  | Мушко становништво од 15 до 17 година                                                            | 473      |
| 33  | Женско становништво од 15 до 17 година                                                           | 484      |
| 34  | Становништво од 18 до 24 године                                                                  | 1922     |
| 35  | Мушко становништво од 18 до 24 године                                                            | 944      |
| 36  | Женско становништво од 18 до 24 године                                                           | 978      |
| 37  | Женско становништво од 15 до 49 година                                                           | 3550     |
| 38  | Становништво са 60 и више година                                                                 | 1035     |
| 39  | Мушко становништво са 60 и више година                                                           | 482      |
| 40  | Женско становништво са 60 и више година                                                          | 553      |
| 41  | Однос између мушкараца и жена                                                                    | 96.72    |
| 42  | Становништво од нуле до 14 година                                                                | 5765     |
| 43  | Становништво од 15 до 64 године                                                                  | 8121     |
| 44  | Становништво од 65 година и више                                                                 | 752      |
| 45  | Просечан број деце                                                                               | 2.86     |
| 46  | Становништво рођено у ентитету                                                                   | 14527    |
| 47  | Мушко становништво рођено у ентитету                                                             | 7154     |
| 48  | Женско становништво рођено у ентитету                                                            | 7373     |
| 49  | Становништво рођено у другом ентитету                                                            | 92       |
| 50  | Мушко становништво рођено у другом ентитету                                                      | 34       |
| 51  | Женско становништво рођено у другом ентитету                                                     | 58       |
| 52  | Становништво од 5 година и више резидентно у ентитету у јуну 2005. године                        | 12623    |
| 53  | Мушко становништво старосног доба од 5 година и више, резидентно у ентитету у јуну 2005. године  | 6164     |
| 54  | Женско становништво старосног доба од 5 и више година, резидентно у ентитету у јуну 2005. године | 6459     |
| 55  | Становништво од 5 година и више које је живело у другом ентитету у јуну 2005. године             | 56       |
| 56  | Мушко становништво старије од 5 година које је живело у другом ентитету у јуну 2005. године      | 29       |
| 57  | Женско становништво старије од 5 година које је живело у другом ентитету у јуну 2005. године     | 27       |
| 58  | Становништво од 3 године и више које говори аутохтони језик                                      | 11798    |
| 59  | Мушко становништво старо 3 године и више које говори аутохтони језик                             | 5792     |
| 60  | Женско становништво старо 3 године и више које говори аутохтони језик                            | 6006     |
| 61  | Становништво од 3 године и више које говори аутохтони језик и не говори шпански језик            | 2026     |
| 62  | Мушко становништво старо 3 године и више које говори аутохтони језик и не говори шпански         | 732      |
| 63  | Женско становништво старо 3 године и више које говори аутохтони језик и не говори шпански језик  | 1294     |
| 64  | Становништво старо 3 године и више које говори аутохтони језик и шпански                         | 9695     |
| 65  | Мушко становништво старо 3 године и више које говори аутохтони језик и шпански                   | 5027     |
| 66  | Женско становништво старо 3 године и више које говори аутохтони језик и шпански                  | 4668     |
| 67  | Становништво од 5 година и више које говори аутохтони језик                                      | 11211    |
| 68  | Становништво од 5 година и више које говори аутохтони језик и не говори шпански језик            | 1738     |
| 69  | Становништво од 5 година и више које говори аутохтони језик и говори шпански језик               | 9403     |
| 70  | Становништво у домородачким домаћинствима                                                        | 14266    |
| 71  | Становништво са ограничењима у активностима                                                      | 520      |
| 72  | Становништво са ограниченим ходањем или кретањем, горе или доле                                  | 231      |
| 73  | Становници са ограничењима вида, чак и уз кориштење сочива                                       | 155      |
| 74  | Становништво са ограничењима говора, комуникације или конверзације                               | 53       |
| 75  | Становништво са ограниченим слухом                                                               | 84       |
| 76  | Становништво са ограничењима при одевању, купању или јелу                                        | 19       |
| 77  | Становништво са ограничењима у опажању или учењу једноставних ствари                             | 20       |
| 78  | Становништво са менталним ограничењима                                                           | 50       |
| 79  | Становништво без ограничења активности                                                           | 13922    |
| 80  | Становништво од 3 до 5 година које не похађа школу                                               | 686      |
| 81  | Мушко становништво од 3 до 5 година које не похађа школу                                         | 337      |
| 82  | Женско становништво од 3 до 5 година које не похађа школу                                        | 349      |
| 83  | Становништво од 6 до 11 година које не похађа школу                                              | 169      |
| 84  | Мушко становништво од 6 до 11 година које не похађа школу                                        | 87       |
| 85  | Женско становништво од 6 до 11 година које не похађа школу                                       | 82       |
| 86  | Становништво од 12 до 14 година које не похађа школу                                             | 156      |
| 87  | Мушко становништво од 12 до 14 година које не похађа школу                                       | 87       |
| 88  | Женско становништво од 12 до 14 година које не похађа школу                                      | 69       |
| 89  | Становништво од 15 до 17 година похађа школу                                                     | 532      |
| 90  | Мушко становништво од 15 до 17 година похађа школу                                               | 261      |
| 91  | Женско становништво између 15 и 17 година живота у школи                                         | 271      |
| 92  | Становништво од 18 до 24 године похађа школу                                                     | 313      |
| 93  | Мушко становништво од 18 до 24 године похађа школу                                               | 151      |
| 94  | Женско становништво од 18 до 24 године похађа школу                                              | 162      |
| 95  | Становништво од 8 до 14 година које не може да чита и пише                                       | 517      |
| 96  | Мушко становништво старосног доба од 8 до 14 година које не може да чита и пише                  | 295      |
| 97  | Женско становништво старосног доби од 8 до 14 година које не може да чита и пише                 | 222      |
| 98  | Становништво од 15 година и више које је неписмено                                               | 2662     |
| 99  | Мушко становништво од 15 година и више које је неписмено                                         | 1014     |
| 100 | Женско становништво од 15 година и више које је неписмено                                        | 1648     |
| 101 | Становништво старо 15 и више година без школовања                                                | 2231     |
| 102 | Мушко становништво старо 15 и више година без школовања                                          | 843      |
| 103 | Женско становништво старо 15 и више година без школовања                                         | 1388     |
| 104 | Становништво старосног доба 15 и више година са непотпуним основним образовањем                  | 2604     |
| 105 | Мушко становништво старосног доба од 15 година и више са непотпуном основним образовањем         | 1409     |
| 106 | Женско становништво старосног доба 15 и више година са непотпуном основним образовањем           | 1195     |
| 107 | Становништво старо 15 и више година са комплетним основним образовањем                           | 1341     |
| 108 | Мушко становништво старо 15 година и више са комплетним основним образовањем                     | 679      |
| 109 | Женско становништво старо 15 и више година са комплетним основним образовањем                    | 662      |
| 110 | Становништво старосног доба 15 и више година са непотпуним средњим образовањем                   | 489      |
| 111 | Мушко становништво старосног доба од 15 година и више са непотпуним средњим образовањем          | 265      |
| 112 | Женско становништво старосног доба од 15 година и више са непотпуним средњим образовањем         | 224      |
| 113 | Становништво старо 15 и више година са пуним секундарном образовањем                             | 912      |
| 114 | Мушко становништво старосног доба од 15 година и више са пуним секундарном образовањем           | 490      |
| 115 | Женско становништво старосног доба од 15 година и више са пуним секундарном образовањем          | 422      |
| 116 | Становништво старије од 18 година са постосновним образовањем                                    | 1153     |
| 117 | Мушко становништво старије од 18 година са постосновним образовањем                              | 550      |
| 118 | Женско становништво старије од 18 година са постосновним образовањем                             | 603      |
| 119 | Просечна оцена школовања                                                                         | 4.86     |
| 120 | Просечан ниво образовања мушке популације                                                        | 5.11     |
| 121 | Просечан ниво образовања женског становништва                                                    | 4.64     |
| 122 | Економски активно становништво                                                                   | 4149     |
| 123 | Економски активна мушка популација                                                               | 3333     |
| 124 | Економски активна женска популација                                                              | 816      |
| 125 | Становништво које није економски активно                                                         | 5723     |
| 126 | Мушко становништво које није економски активно                                                   | 1488     |
| 127 | Женско становништво које није економски активно                                                  | 4235     |
| 128 | Запослено становништво                                                                           | 4037     |
| 129 | Запослено мушко становништво                                                                     | 3230     |
| 130 | Запослено женско становништво                                                                    | 807      |
| 131 | Незапослена популација                                                                           | 112      |
| 132 | Незапослена мушка популација                                                                     | 103      |
| 133 | Незапослена женска популација                                                                    | 9        |
| 134 | Становништво без права на здравствене услуге                                                     | 3075     |
| 135 | Становништво које има право на здравствене услуге                                                | 11473    |
| 136 | Становништво које има право на ИМСС                                                              | 407      |
| 137 | Становништво које има право на социјално осигурање                                               | 443      |
| 138 | Становништво које има право на државно социјално осигурање                                       | 11       |
| 139 | Становништво које има право на опште осигурање или здравствено осигурање за нову генерацију      | 10327    |
| 140 | Становништво које је било једном или није било у браку током 12 година и више                    | 3473     |
| 141 | Венчано или уједињено становништво од 12 година и више                                           | 5530     |
| 142 | Становништво које је било у браку или уједињено 12 година и више                                 | 885      |
| 143 | Становништво са католичком религијом                                                             | 11473    |
| 144 | Протестанти, еванђелисти и библијски следбеници различити од еванђелиста                         | 2616     |
| 145 | Становништво са другим религијама различитим од претходних                                       | 47       |
| 146 | Становништво без религије                                                                        | 410      |
| 147 | Укупно пописаних домаћинства                                                                     | 3342     |
| 148 | Пописна домаћинства на челу са мушкарцима                                                        | 2701     |
| 149 | Пописна домаћинства на челу са женама                                                            | 641      |
| 150 | Становништво у пописним домаћинствима                                                            | 14645    |
| 151 | Становништво у пописним домаћинствима на челу са мушкарцима                                      | 12570    |
| 152 | Становништво у пописним домаћинствима на челу са женама                                          | 2075     |
| 153 | Укупно домаћинстава                                                                              | 3610     |
| 154 | Укупно насељених домаћинстава                                                                    | 3343     |
| 155 | Укупно приватних кућа                                                                            | 3609     |
| 156 | Насељени приватни домови                                                                         | 3342     |
| 157 | Укупно насељених приватних кућа                                                                  | 3343     |
| 158 | Ненасељене приватне куће                                                                         | 211      |
| 159 | Појединачна домаћинства за привремену употребу                                                   | 56       |
| 160 | Становници у насељеним приватним кућама                                                          | 14645    |
| 161 | Насељеност станара у приватним становима                                                         | 4.38     |
| 162 | Просечно становника по соби у приватним насељеним домаћинствима                                  | 1.81     |
| 163 | Појединачна домаћинства са подовима од различитих материјала од земље                            | 2399     |
| 164 | Појединачна домаћинства у приземљу                                                               | 926      |
| 165 | Појединачна домаћинства са једном спаваћом собом                                                 | 2366     |
| 166 | Појединачна домаћинства са две спаваће собе и више                                               | 959      |
| 167 | Појединачна домаћинства са једним собом                                                          | 545      |
| 168 | Појединачна домаћинства са две собе                                                              | 1636     |
| 169 | Појединачна домаћинства са 3 собе и више                                                         | 1141     |
| 170 | Појединачна домаћинства која имају електрично светло                                             | 3040     |
| 171 | Појединачна домаћинства која немају електрично светло                                            | 282      |
| 172 | Појединачна домаћинства која имају водоводну воду у стамбеном простору                           | 2014     |
| 173 | Појединачна домаћинства која немају водоводну воду у стамбеном простору                          | 1318     |
| 174 | Појединачна домаћинства која имају тоалет                                                        | 3031     |
| 175 | Појединачна домаћинства која имају канализацију                                                  | 1003     |
| 176 | Појединачна домаћинства која немају канализацију                                                 | 2277     |
| 177 | Појединачна домаћинства која имају електрично светло, довод воде из јавне мреже и канализацију   | 826      |
| 178 | Појединачна домаћинства без икаквих услова                                                       | 835      |
| 179 | Појединачна домаћинства која имају радио                                                         | 2124     |
| 180 | Појединачна домаћинства која имају телевизор                                                     | 1603     |
| 181 | Појединачна домаћинства која имају фрижидер                                                      | 424      |
| 182 | Појединачна домаћинства која имају машину за веш                                                 | 137      |
| 183 | Појединачна домаћинства која имају аутомобил или комби                                           | 200      |
| 184 | Појединачна домаћинства која имају рачунар                                                       | 138      |
| 185 | Појединачна домаћинства која имају фиксну телефонску линију                                      | 237      |
| 186 | Појединачна домаћинства која имају мобилни телефон                                               | 406      |
| 187 | Појединачна домаћинства која имају приступ интернету                                             | 35       |